# Ludus pro patria
Ludus pro patria est une œuvre chorale de la compositrice Augusta Holmès, composée en 1888.

## Contexte historique
Augusta Holmès compose Ludus pro patria en 1888. Les paroles sont écrites par la compositrice elle-même. De cette œuvre est extrait l'interlude symphonique La Nuit et l'Amour. L'œuvre chorale, dédiée à Jules Garcin, est inspirée par le tableau de Pierre Puvis de Chavannes,.

## Orchestration
L'œuvre se compose de plusieurs chœurs reliés entre eux par des récitations.

## Réception
L'œuvre, qualifiée de cantate, est jouée pour la première fois le 4 mars 1888 à la société des concerts du Conservatoire, sous la direction de Jules Garcin. Horace Hennion rapporte ainsi : « Cette œuvre eut l'honneur, très rarement accordé aux auteurs vivants, et jamais encore à une femme, d'être donnée en première audition par la Société des concerts du Conservatoire de Paris. » La musicologue Hélène Cao suppose ainsi que le succès du troisième tableau des Argonautes, « Médée », joué par ce même orchestre, a facilité cette création. La pièce est alors rejouée par la société des concerts du Conservatoire, cette fois en public et qui en reçoit la sympathie. C'est alors Mounet-Sully qui fit les récitations. Édouard Noël et Edmond Stoullig décrivent la pièce comme « d'un style très pur, et d'une grâce sans pareille ». Il existe une version pour piano et chant édité par Léon Grus.
L'œuvre est jouée en partie par le même orchestre en 1891, qui a probablement interprété l'interlude symphonique de La Nuit et l'Amour.
En 1894, Charles Baude de Maurceley rapporte de la compositrice, à propos de la première audition de l'œuvre : « J'avais été d'autant plus flattée de cet honneur que, jusqu'alors, cette Société ne jouait pas les œuvres des compositeurs vivants ; ensuite, j'étais la première femme qu'elle consentait à produire dans ses concerts ». Hélène Cao rappelle cependant qu'Augusta Holmès comme ses commentateurs oublient que la Société des concerts du Conservatoire ont tout de même créé la Symphonie no 3 de Louise Farrenc le 22 avril 1849.
Le 21 mai 1893, l'œuvre est jouée à Nancy par 200 musiciens, dirigés par M. Moulins.